# Бакаевский сельский совет (Ичнянский район)
Бакаевский сельский совет (укр. Бакаївська сільська рада) — входит в состав
Ичнянского района
Черниговской области
Украины.
Административный центр сельского совета находится в селе Бакаевка.

## История
Бакаевский сельский совет был образован в 1919 году.

## Населённые пункты совета
- Бакаевка
- Комаровка